# توميسلاف سوكول
توميسلاف سوكول هو سياسي كرواتي، ولد في 20 سبتمبر 1982 في زغرب في كرواتيا. نشط حزبياً في الاتحاد الديمقراطي الكرواتي. في انتخابات البرلمان الأوروبي 2019، انتخب عضو في البرلمان الأوروبي عن دائرة كرواتيا ‏ لترشحه ضمن قائمة الاتحاد الديمقراطي الكرواتي، وقد انضم خلال فترته النيابية (2 يوليو 2019 – ) للكتلة البرلمانية كتلة حزب الشعب الأوروبي وانتخب عضو البرلمان الكرواتي ‏ عن دائرة Electoral District VI ‏ وقد انضم خلال فترته النيابية ‏ للكتلة البرلمانية الاتحاد الديمقراطي الكرواتي.